# 2014 FNS歌謡祭

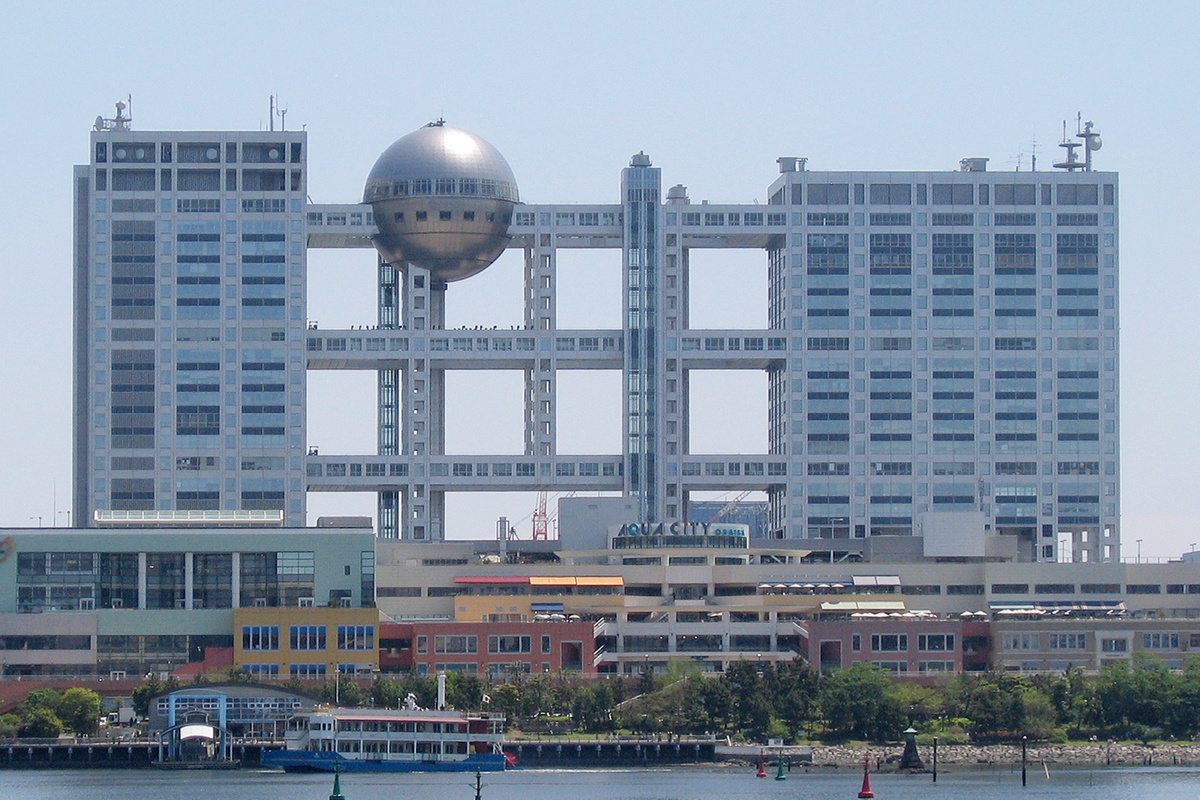
ジャニーズ事務所所属アーティストが出演する中継会場として使用されたフジテレビ本社「FCGビル」のV4スタジオ（写真は外観）

『2014 FNS歌謡祭』（2014 エフエヌエスかようさい）は、フジテレビ系列で2014年12月3日 19:00 - 23:42（JST）に生放送された（テレビ大分では同年12月13日 12:00 - 16:45に遅れネット）通算43回目の『FNS歌謡祭』。

## 概要
司会は『2012 FNS歌謡祭』以来2年ぶりのSMAPの草彅剛・フリーアナウンサーの高島彩、さらに、2012年から放送開始の派生番組『FNSうたの夏まつり』で草彅と共に司会を務めていたフジテレビアナウンサーの加藤綾子がトリオ体制で担当した。フジテレビ時代の加藤の『FNS歌謡祭』出演は最初で最後となり（2016年4月いっぱいでフジテレビを退社したため）、また、『FNS歌謡祭』の司会を2005年から担当してきた草彅が『FNS歌謡祭』の司会を務めるのはこの年が最後となった。翌年以降は、森高千里とアンジャッシュの渡部建が司会を引き継いでいる。
2011年まで10年間総合演出を務めた板谷栄司が3年ぶりに復帰。一方で、長年フジテレビの音楽番組を仕切ってきたプロデューサー・きくち伸が別部署へ異動になったため、長時間に渡るジャニーズ所属アーティストのノンストップメドレーが初めて行われるなど内容が一新。放送時間も番組史上初の深夜の深い時間帯へと拡大されて放送された。
会場は例年通りグランドプリンスホテル新高輪・大宴会場「飛天」からの生放送だったが、ジャニーズ事務所に所属しているアーティストはフジテレビ本社「FCGビル」・V5スタジオからの生中継出演。そのうちSMAPは司会の草彅を除いた4人がフジテレビV5スタジオでパフォーマンスを行った後グランドプリンスホテル新高輪に移動の上、草彅を含めた5人でパフォーマンスを行った。
きくちは生歌・生演奏にこだわっていたため、V5スタジオでの生演奏無し（さらにV5スタジオでは番組史上初、出演するファンたちを招き、その黄色い歓声が番組中に響き渡るものとなっていた）や事前収録のアーティストが多数いたりしたのも例年とは異なる特色であった。
テーマは「史上最高の音楽祭」である。
今回は、放送時間を4時間42分に拡大・出演アーティストは87組・披露曲数も過去最多の105曲に大幅拡大となった。
平均視聴率は15.4%となった。また、瞬間最高視聴率は森山直太朗×クリス・ハート×ALLのコラボレーションで披露された「Happy Xmas (War Is Over)」のシーン（21:58）で、19.7%だった（関東地区、ビデオリサーチ調べ）。
なお、演歌歌手勢が出演を見合わせた（裏番組（BSジャパン（当時。現・BSテレ東））に出演している公算性が高かった）。

## 当日のステージ
トップバッターはMay J.×郷ひろみ×バレエ シャンブルウエストの共演で「Let It Go 〜ありのままで〜」が披露され、大トリはSMAPの「Amazing Discovery」が披露された。
今回のステージの最多出演者はNMB48・AKB48の山本彩であり、8曲に参加していた。
番組前半では、ふなっしーがE-girlsとの共演で「Follow Me」、HKT48との共演で「メロンジュース」の2曲を披露した。また、Dream5とキング・クリームソーダが「ようかい体操第一」「ゲラゲラポーのうた」の2曲を複数の他のアーティストとの共演でメドレーを披露した。さらに、德永英明と小室哲哉が2007年以来の7年ぶりの共演で「寒い夜だから…」と披露した（2007年では、「CAN YOU CELEBRATE?」を披露）。
番組中盤では、今回の目玉となるスペシャル企画として、デビュー35周年を迎えた近藤真彦が「近藤真彦 デビュー35周年スペシャルメドレー」と題して、自身のジャニーズ事務所の後輩であるSMAPをはじめ、TOKIO、KinKi Kids、V6、嵐、滝沢秀明、NEWS、関ジャニ∞、KAT-TUN、Hey! Say! JUMP、Kis-My-Ft2、Sexy Zone、A.B.C-Z、ジャニーズWESTの14組70人とのそれぞれの共演で、近藤の7曲のスペシャルコラボレーションメドレーを披露した。また、「近藤真彦 デビュー35周年スペシャルメドレー」の前には近藤を除く上記の14組が、「ジャニーズ 夢のスーパーヒットメドレー」と題してジャニーズWESTからSMAPまで後輩から先輩へバトンタッチする形で、それぞれの過去のヒット曲・1曲ずつメドレーで披露した。「近藤真彦 デビュー35周年スペシャルメドレー」終了後の司会の草彅と近藤のトーク中には、中継の草彅も含め、スタジオに15組71人が総出演して同じ画面に揃い『ジャニーズカウントダウンライブ』や他の大型音楽番組などでも過去にはなかったジャニーズ大人数の共演が実現した。ここまでの大人数での共演は初の出来事である。また、嵐が2011年以来の3年ぶりに生出演した。また、翌年の2015年では、同じく15組のジャニーズアーティストが出演したが、2回放送されることに伴い、15組を第1夜にフジテレビでレギュラー番組を持っている8組、第2夜にフジテレビでレギュラー番組を持っていない7組と、それぞれ2日に分けて出演していた。
番組後半では、とんねるずが女性グループのE-girls、ももいろクローバーZ、AKB48グループとのそれぞれの共演で、スーパーヒットメドレーを披露した。とんねるずの3曲のスペシャルコラボレーションメドレーを披露した。また、THE ALFEEがmiwaと山本彩（NMB48・AKB48）との共演で40周年スペシャルメドレーを披露した。THE ALFEEの2曲のスペシャルコラボレーションメドレーを披露した。さらに、クリスマスソングメドレーを出演アーティスト同士の共演やカバーなどで披露された。
ジャニーズ事務所からは近藤真彦、SMAP、TOKIO、KinKi Kids、V6、嵐、滝沢秀明、NEWS、関ジャニ∞、KAT-TUN、Hey! Say! JUMP、Kis-My-Ft2、舞祭組、Sexy Zone、A.B.C-Z、ジャニーズWESTの当番組過去最多の16組が出演した。また、滝沢秀明、関ジャニ∞、KAT-TUN、ジャニーズWESTは『FNS歌謡祭』に初出演となった。さらに、上記の「近藤真彦 デビュー35周年スペシャルメドレー」「ジャニーズ 夢のスーパーヒットメドレー」を含めて、ジャニーズ事務所所属のアーティストのパフォーマンスは全て、グランドプリンスホテル新高輪「飛天」ではなくフジテレビ本社「FCGビル」のV4スタジオで披露された。
今年は、ジャニーズ事務所の滝沢秀明、関ジャニ∞、KAT-TUN、ジャニーズWESTも含め、aiko、家入レオ、HKT48、片平里菜、キング・クリームソーダ、クリス・ハート、SEKAI NO OWARI、Dream5、西内まりや、秦基博、ふなっしー、flumpool、ポルノグラフィティ、May J.の18組のアーティストが『FNS歌謡祭』に初出演した。
全105曲中46曲がコラボレーション（共演）で披露され、例年よりコラボレーション（共演）が少なめで単体での新曲披露が多めの番組構成だった。
AKB48の川栄李奈、SKE48・乃木坂46の松井玲奈、SKE48の古川愛李、NMB48・SKE48の山田菜々、HKT48の村重杏奈にとって最後の『FNS歌謡祭』の出演となった。

## 出演者

### 司会
- 草彅剛（SMAP）
- 高島彩（フリーアナウンサー）
- 加藤綾子（フジテレビアナウンサー）

### 出演アーティスト
- aiko
- 絢香
- 嵐
- E-girls
- 家入レオ
- いきものがかり
- 伊勢正三
- イルカ
- ウエンツ瑛士（WaT）
- AKB48
- SKE48
- NMB48
- HKT48
- A.B.C-Z
- EXILE TRIBE
- 大原櫻子
- 片平里菜
- KAT-TUN
- 華原朋美
- 関ジャニ∞[注 23]
- 岸谷香（プリンセス プリンセス）
- 氣志團
- Kis-My-Ft2
- きゃりーぱみゅぱみゅ
- KinKi Kids[注 24]
- キング・クリームソーダ
- 倉木麻衣
- Crystal Kay
- クリス・ハート
- GLAY[注 25]
- 郷ひろみ
- ゴールデンボンバー
- ゴスペラーズ
- 小室哲哉
- 近藤真彦
- さかいゆう
- 三代目 J Soul Brothers from EXILE TRIBE[9]
- THE ALFEE
- シェネル
- GENERATIONS from EXILE TRIBE
- ジャニーズWEST[注 26]
- JUJU
- Superfly
- 鈴木雅之
- SMAP
- SEKAI NO OWARI
- Sexy Zone[注 27][注 28]
- 宝塚歌劇団
- 滝沢秀明[注 5]（タッキー&翼）
- 谷村新司
- 玉置浩二[注 25]
- T.M.Revolution
- TOKIO
- 德永英明
- Dream5
- とんねるず
- ナオト・インティライミ
- 西内まりや
- 西野カナ
- NEWS
- 乃木坂46
- 秦基博
- Perfume
- バレエ シャンブルウエスト
- 平井堅
- V6
- 舞祭組
- 藤井尚之
- 藤井フミヤ
- ふなっしー
- flumpool
- Hey! Say! JUMP
- ポルノグラフィティ
- 槇原敬之
- 松下奈緒
- Mr.Children[注 25]
- 観月ありさ
- 南こうせつ
- 宮本笑里
- miwa
- May J.
- ももいろクローバーZ
- 森高千里
- 森山直太朗
- yukarie
- ゆず
- 和田アキ子

太文字は当年のNHK『第65回NHK紅白歌合戦』にも出場した歌手である。

### ゲスト
- 小倉智昭、菊川怜 - 『とくダネ!』MC、特別観覧ゲストとして出演。
- 田中将大（ニューヨーク・ヤンキース投手） - 応援ゲストとして出演。

### 音楽・演奏
- 武部聡志音楽団

## セットリスト
| 順番 | アーティスト | 楽曲                                                       |
| ---- | --- | ---------------------------------------------------------- |
| 1    | May J.×郷ひろみ×バレエ シャンブルウエスト                                                                                  | Let It Go 〜ありのままで〜 (May J.)                        |
| 2    | 舞祭組 | てぃーてぃーてぃーてれって てれてぃてぃてぃ 〜だれのケツ〜 |
| 3    | Kis-My-Ft2 | Thank youじゃん!                                           |
| 4    | ナオト・インティライミ×ゴスペラーズ×宮本笑里                                                                               | LIFE (ナオト・インティライミ)                              |
| 5    | Perfume | Cling Cling                                                |
| 6    | Perfume | チョコレイト・ディスコ (2007)                              |
| 7    | miwa | 君に出会えたから                                           |
| 8    | NEWS | ONE -for the win-                                          |
| 9    | 和田アキ子×宝塚歌劇団 | 愛の讃歌 (1950/越路吹雪)                                   |
| 10   | 谷村新司×華原朋美 | いい日旅立ち (1978/山口百恵)                               |
| 11   | 玉置浩二 | 男はつらいよ (1970/渥美清)                                 |
| 12   | 秦基博×片平里菜×大原櫻子                                                                                                   | ひまわりの約束 (秦基博)                                    |
| 13   | 乃木坂46 | 何度目の青空か?                                            |
| 14   | Dream5×氣志團×ゴールデンボンバー×AKB48・乃木坂46 ようかい選抜 ×T.M.Revolution×高見沢俊彦(THE ALFEE)                        | ようかい体操第一 (Dream5)                                  |
| 15   | キング・クリームソーダ×AKB48・乃木坂46 ようかい選抜 ×Dream5×高見沢俊彦(THE ALFEE)                                          | ゲラゲラポーのうた (キング・クリームソーダ)                |
| 16   | E-girls | Mr.Snowman (e-girls)                                       |
| 17   | E-girls×ふなっしー | Follow Me (2012/E-Girls)                                   |
| 18   | HKT48×ふなっしー | メロンジュース (2013/HKT48)                                |
| 19   | 德永英明×小室哲哉 | 寒い夜だから… (1993/trf)                                   |
| 20   | きゃりーぱみゅぱみゅ | もったいないとらんど (2013)                                |
| 21   | ももいろクローバーZ×高見沢俊彦(THE ALFEE)                                                                                  | My Dear Fellow (ももいろクローバーZ)                       |
| 22   | AKB48 | 希望的リフレイン                                           |
| 23   | Crystal Kay×槇原敬之×さかいゆう                                                                                            | グッド・ナイト・ベイビー (1968/ザ・キング・トーンズ)       |
| 24   | Mr.Children | 足音 〜Be Strong                                           |
| 25   | 鈴木雅之×西内まりや | 幸せな結末 (1997/大瀧詠一)                                 |
| 26   | いきものがかり | GOLDEN GIRL                                                |
| 27   | SEKAI NO OWARI | Dragon Night                                               |
| 28   | 森高千里 | 雨 (1990)                                                  |
| 29   | 西野カナ | Darling                                                    |
| 30   | SKE48×NMB48 | 12月のカンガルー (SKE48)                                   |
| 31   | ゆず | ヒカレ                                                     |
| 32   | NMB48×SKE48 | てっぺんとったんで! (2013/NMB48)                           |
| 33   | flumpool | 明日への賛歌                                               |
| 34   | ジャニーズWEST | ええじゃないか                                             |
| 35   | A.B.C-Z | Crazy Accel (2013)                                         |
| 36   | Sexy Zone | Sexy Zone (2011)                                           |
| 37   | Kis-My-Ft2 | Everybody Go (2011)                                        |
| 38   | Hey! Say! JUMP | Ultra Music Power (2007)                                   |
| 39   | Hey! Say! JUMP | 明日へのYELL                                               |
| 40   | KAT-TUN | Real Face (2006)                                           |
| 41   | KAT-TUN | In Fact                                                    |
| 42   | 関ジャニ∞ | 無責任ヒーロー (2008)                                      |
| 43   | NEWS | 希望〜Yell〜 (2004)                                        |
| 44   | 滝沢秀明 | Venus (2006/タッキー&翼)                                   |
| 45   | 嵐 | A・RA・SHI (1999)                                          |
| 46   | V6 | 愛なんだ (1997)                                            |
| 47   | V6 | Sky's The Limit                                            |
| 48   | KinKi Kids | 硝子の少年 (1997)                                          |
| 49   | TOKIO | LOVE YOU ONLY (1994)                                       |
| 50   | SMAP | SHAKE (1996)                                               |
| 51   | 近藤真彦×嵐×KAT-TUN | ギンギラギンにさりげなく (1981/近藤真彦)                   |
| 52   | 近藤真彦×V6×ジャニーズWEST                                                                                                 | スニーカーぶる〜す (1980/近藤真彦)                         |
| 53   | 近藤真彦×Sexy Zone×A.B.C-Z                                                                                                 | ブルージーンズメモリー (1981/近藤真彦)                     |
| 54   | 近藤真彦×SMAP×Kis-My-Ft2                                                                                                   | ハイティーン・ブギ (1982/近藤真彦)                         |
| 55   | 近藤真彦×NEWS×Hey! Say! JUMP                                                                                               | ケジメなさい (1984/近藤真彦)                               |
| 56   | 近藤真彦×TOKIO×関ジャニ∞                                                                                                   | 愚か者 (1987/近藤真彦)                                     |
| 57   | 近藤真彦×KinKi Kids×滝沢秀明                                                                                               | 千年恋慕 (近藤真彦)                                        |
| 58   | 氣志團×ももいろクローバーZ                                                                                                 | 喧嘩上等 (氣志團)                                          |
| 59   | 德永英明×森山直太朗×秦基博                                                                                                 | さよならの向う側 (1980/山口百恵)                           |
| 60   | GLAY | HOWEVER (1997)                                             |
| 61   | ゴスペラーズ×EXILE TAKAHIRO×生田絵梨花(乃木坂46)                                                                           | ミモザ (2004/ゴスペラーズ)                                 |
| 62   | 三代目 J Soul Brothers | R.Y.U.S.E.I.                                               |
| 63   | ゴールデンボンバー | ローラの傷だらけ                                           |
| 64   | 谷村新司×槇原敬之×ウエンツ瑛士                                                                                             | 三都物語 (1992/谷村新司)                                   |
| 65   | aiko | あたしの向こう                                             |
| 66   | Sexy Zone | 君にHITOMEBORE                                             |
| 67   | THE ALFEE×miwa×山本彩(NMB48・AKB48)                                                                                        | メリーアン (1983/ALFEE)                                    |
| 68   | THE ALFEE×miwa×山本彩(NMB48・AKB48)                                                                                        | 星空のディスタンス (1984/ALFEE)                            |
| 69   | 嵐 | Bittersweet                                                |
| 70   | クリス・ハート×ゴスペラーズ×宝塚歌劇団                                                                                     | 赤鼻のトナカイ (1949/ジーン・オートリー&ザ・ピナフォア)    |
| 71   | T.M.Revolution×ナオト・インティライミ×華原朋美×片平里菜×大原櫻子 ×西内まりや×クリス・ハート×ゴスペラーズ×倉木麻衣×家入レオ | ジングル・ベル (1857/クリスマスソング)                     |
| 72   | 渡辺麻友×柏木由紀×AKB48 クリスマス選抜                                                                                     | あわてんぼうのサンタクロース (1971/クリスマスソング)       |
| 73   | JUJU×Crystal Kay×西野カナ×シェネル×宝塚歌劇団                                                                              | ママがサンタにキッスした (1952/ジミー・ボイド)             |
| 74   | 登坂広臣・今市隆二(三代目 J Soul Brothers)×柚希礼音(宝塚歌劇団)                                                            | クリスマス・イブ (1983/山下達郎)                           |
| 75   | 森山直太朗×クリス・ハート×ALL                                                                                              | Happy Xmas (War Is Over) (1971/ジョン・レノン)             |
| 76   | TOKIO | LOVE, HOLIDAY.                                             |
| 77   | 平井堅 | ソレデモシタイ                                             |
| 78   | いきものがかり | ありがとう (2010)                                          |
| 79   | とんねるず×E-girls | 嵐のマッチョマン (1987/とんねるず)                         |
| 80   | とんねるず×ももいろクローバーZ                                                                                             | 炎のエスカルゴ (1988/とんねるず)                           |
| 81   | とんねるず×AKB48グループ(×田中将大)                                                                                        | ガラガラヘビがやってくる (1992/とんねるず)                 |
| 82   | ゆず×SEKAI NO OWARI | いつか (1999/ゆず)                                         |
| 83   | 関ジャニ∞ | キング オブ 男!                                            |
| 84   | イルカ×南こうせつ×伊勢正三                                                                                                 | なごり雪 (1974/かぐや姫)                                   |
| 85   | JUJU | ラストシーン                                               |
| 86   | ポルノグラフィティ | サウダージ (2000)                                          |
| 87   | T.M.Revolution | Phantom Pain                                               |
| 88   | ポルノグラフィティ | ワン・ウーマン・ショー 〜甘い幻〜                          |
| 89   | EXILE TRIBE | 24WORLD                                                    |
| 90   | KinKi Kids | 鍵のない箱                                                 |
| 91   | GLAY | 百花繚乱                                                   |
| 92   | 観月ありさ×岸谷香 | わたし (観月ありさ)                                        |
| 93   | 倉木麻衣 | 無敵なハート                                               |
| 94   | Superfly | 愛をからだに吹き込んで                                     |
| 95   | 和田アキ子×綾小路翔(氣志團)×GENERATIONS×yukarie(SAX)                                                                       | 笑って許して (1970/和田アキ子)                             |
| 96   | AKB48 | 恋するフォーチュンクッキー (2013)                          |
| 97   | 郷ひろみ×谷村新司 | GOLDFINGER '99 (1999/郷ひろみ)                             |
| 98   | aiko | カブトムシ (1999)                                          |
| 99   | 藤井フミヤ×家入レオ×藤井尚之                                                                                               | Blue Moon Stone (1992/チェッカーズ)                        |
| 100  | 絢香 | にじいろ                                                   |
| 101  | シェネル×松下奈緒 | Happiness (シェネル)                                       |
| 102  | 玉置浩二×森山直太朗 | メロディー (1996/玉置浩二)                                 |
| 103  | Mr.Children | 斜陽                                                       |
| 104  | 槇原敬之 | Life Goes On〜like nonstop music〜                         |
| 105  | SMAP | Amazing Discovery                                          |

## スタッフ
- 制作統括：港浩一
- 音楽：武部聡志
- 構成：山内浩嗣
- セットデザイン：YUKIE WICKSON（越野幸栄）
- 美術プロデューサー：塩入隆史、楫野淳司
- 美術進行：鈴木真吾、西嶋友里
- 大道具：引馬幹晴、木村邦春、篠本匡介
- アートフレーム：三浦文裕、田代哲丈
- 電飾：久光義紀、渡辺信一
- アクリル装飾：永山淳
- 特殊装置：後藤佑介（テルミック）、岩瀬直孝（テルミック）
- 視覚効果：小熊雅樹
- メイク：久保田裕子
- 楽器：島津哲也（サンフォニックス）
- LED：石野創太（東京チューブ）、宇佐美良（東京チューブ）
- フラワーアレンジ：大澤宏充（アイ・フラワー）
- 技術プロデューサー／SW：米山和孝
- カメラ：上田容一郎
- 音声：鹿又健一
- 映像：安藤悠人
- 照明デザイン：植松晃一
- 照明：鹿野功（PRG）、中村貞敏（fmt）、奥山大介（fmt）
- 音響：松田勝治（サンフォニックス）
- クレーン：明光セレクト、三和プロライト、SiS、関西ロケーションサービス
- 編集ディレクター：仮屋隆典
- 編集：三浦秀稔（IMAGICA）
- MA：伊藤一馬（IMAGICA）
- 音響効果：中田圭三（4-Legs）
- CG：松本幸也（orb）、村上雅洋（テルミック）、渡辺之雄、瀬井貴之、古畑資展（mofutec）
- ＜中継＞
  - ディレクター：浜崎綾
  - 美術進行：内山高太郎
  - 大道具：松尾茂毅、永富育浩
  - アートフレーム：鈴木綱敏
  - アクリル装飾：犬塚健
  - 特殊装置：福田隆正（テルミック）
  - 生花装飾：小柳幸絵
  - SW：児玉洋
  - カメラ：三村純一
  - 音声：太田宗孝
  - 映像：岡澤聡
  - 照明：朝倉康之（fmt）、大竹康裕（fmt）
  - 音響：吉竹新（サンフォニックス）
- 音楽コーディネート：須永武典、大滝拓見
- 振付：カーニバル三浦
- 編成：清水麻利子
- 広報：山本麻祐子
- 運営：椎名貴一（スマイルオン）
- webマスター：鬼熊陽一郎
- TK：石原由季、平野美紀子、江野澤郁子
- アシスタントディレクター：後藤悠樹、早川和希
- アシスタントプロデューサー：加藤万貴、湯瀬恵理子
- フロアディレクター：大野悟、後藤夏美、平田亮輔、島田和正
- 送出ディレクター：塩谷亮、篠崎友和
- 協力：グランドプリンスホテル新高輪
- 技術協力：fmt、共同テレビジョン、サンフォニックス、田中電設、共立、日本テックトラスト、三穂電機、ブラボーゥ、PRG、放映サービス、KDDI
- エグゼクティブプロデューサー：石田弘
- 制作プロデューサー：土田芳美、宇賀神裕子
- プロデューサー：河本晃典
- チーフプロデューサー：黒木彰一、三浦淳
- 演出・プロデュース：板谷栄司
- 制作：佐々木将
- 制作著作：フジテレビ